# Proctor Hall
Proctor Hall (tháng 1 năm 1884 – sau 1910) là một cầu thủ bóng đá người Anh. Ông thường thi đấu ở vị trí tiền đạo. Ông sinh ra ở Blackburn, từng thi đấu cho nhiều câu lạc bộ, bao gồm Brighton & Hove Albion, Bradford City, Chesterfield và Manchester United.